# Muzică programatică
Muzica programatică (denumită și muzică cu program) este o compoziție muzicală, care își propune să ilustreze sau să urmărească explicit o temă dată. Este o muzică instrumentală a cărei structură este determinată prin date extramuzicale inspirate din natură, literatură și arte plastice.
Unii specialiști consideră că prima lucrare cu caracter programatic a fost Simfonia a VI-a în Fa major "Pastorala" de Ludwig van Beethoven, nu numai prin titlurile explicative ale părților componente: Bucuria sosirii la țară, Scenă la pârâu, Veselă petrecere țărănească, Furtuna, Cântecul păstorilor – bucuria trecerii furtunii, ci și prin pasajele onomatopeice, care sugerează murmurul apei, vuietul furtunii, cântecul păsărilor, jocul apei pârâului, sclipirea fulgerelor și ecoul tunetelor. 
Alții consideră că inventatorul muzicii programatice a fost Hector Berlioz , odată cu realizarea compoziției intitulate „Simfonia fantastică” (1830), una dintre primele lucrări de muzică programatică, a cărei structură (ordinea și numărul mișcărilor) este alterată față de canoanele clasice pentru a reprezenta mai bine „subiectul” ales (care totuși nu are nicio altă materializare decât sugerarea narațiunii prin aluzii muzicale).
În muzica programatică, Berlioz nu traduce sonor detaliile argumentului literar, ci folosește uneori numai titlul pentru a exprima conținutul dat cu mijloace simfonice generalizatoare. Prin muzica sa programatică, simfonia câștigă în accesibilitate. 
Muzica programatică creează doar iluzia unei realizări pe o dublă cale a funcțiilor artistice ale creației de acest fel. Programul, neputând conține nimic „specific" artistic, rămâne o simplă informare asupra punctului de plecare al compozitorului în crearea lucrării, muzica fiind purtătoarea întregii sarcini artistice și tot ea trebuind să constituie criteriul de apreciere valorică a lucrării. O operă muzicală slabă nu va fi niciodată salvată de programul său, va fi lipsită de forța de autentic mimesis și ethos, va fi o simplă formă fără viață, oricând înlocuibilă cu alta.
Principalele genuri de lucrări cu caracter programatic sunt poemul simfonic, simfonia cu program, suita sau uvertura cu program.
Curentul componistic apărut în sec. XIX, care dezvoltă tendințele de transpunere în muzica instrumentală a unor imagini inspirate de natură sau de lectura unor texte poetice ori dramatice, care promovează muzica programatică, poartă denumirea de programatism.